# Dušan Maksimović
Dušan Maksimović (Újvidék, 1940. január 6. – 1998. június 27.) jugoszláv-szerb nemzetközi labdarúgó-játékvezető.

## Pályafutása

### Nemzeti játékvezetés
Az I. Liga játékvezetőjeként vonult vissza.

### Nemzetközi játékvezetés
A Jugoszláv labdarúgó-szövetség Játékvezető Bizottsága (JB) terjesztette fel nemzetközi játékvezetőnek, a Nemzetközi Labdarúgó-szövetség (FIFA) 1973-tól tartotta nyilván bírói keretében. Több nemzetek közötti válogatott és klubmérkőzést vezetett, vagy működő társának partbíróként segített. A jugoszláv nemzetközi játékvezetők rangsorában, a világbajnokság-Európa-bajnokság sorrendjében többedmagával a 4. helyet foglalja el 5 találkozó szolgálatával. Az aktív nemzetközi játékvezetéstől 1980-ban búcsúzott. Válogatott mérkőzéseinek száma: 8.

#### Labdarúgó-világbajnokság

##### U20-as labdarúgó-világbajnokság
Tunéziában rendezték az első, az 1977-es ifjúsági labdarúgó-világbajnokság döntő találkozóit, ahol a FIFA JB bíróként foglalkoztatta.

###### 1977-es ifjúsági labdarúgó-világbajnokság
| Időpont         | Helyszín                | Mérkőzés típusa        | Mérkőzés             | Eredmény |
| --------------- | ----------------------- | ---------------------- | -------------------- | -------- |
| 1977. július 3. | Olimpiai Stadion, Szúza | selejtező (C. csoport) | Brazília–Olaszország | 2 : 0    |

A világbajnoki döntőhöz vezető úton Argentínába a XI., az 1978-as labdarúgó-világbajnokságra és Spanyolországba a XII., az 1982-es labdarúgó-világbajnokságra a FIFA JB játékvezetőként alkalmazta. A FIFA JB elvárása szerint, ha nem vezetett, akkor partbíróként tevékenykedett. Két csoportmérkőzésen egyes számú besorolást kapott, játékvezetői sérülés esetén továbbvezethette volna a találkozót. Világbajnokságon vezetett mérkőzéseinek száma:  1 + 2 (partbíró).

##### 1978-as labdarúgó-világbajnokság

###### Selejtező mérkőzés
| Időpont            | Helyszín                     | Mérkőzés típusa           | Mérkőzés               | Eredmény | Nézők száma |
| ------------------ | ---------------------------- | ------------------------- | ---------------------- | -------- | ----------- |
| 1976. november 17. | Princes Park Stadion, Párizs | előselejtező (5. csoport) | Franciaország–Írország | 2 : 0    | 43 437      |
| 1977. december 3.  | Olimpiai Stadion, Roma       | előselejtező (2. csoport) | Olaszország–Luxemburg  | 3 : 0    | 75 000      |

###### Világbajnoki mérkőzés
| Időpont          | Helyszín                      | Mérkőzés típusa              | Mérkőzés         | Eredmény | Nézők száma |
| ---------------- | ----------------------------- | ---------------------------- | ---------------- | -------- | ----------- |
| 1978. június 14. | Marcel Saupin Stadion, Nantes | csoportmérkőzés (A. csoport) | Olaszország–NSZK | 0 : 0    | 58 000      |

##### 1982-es labdarúgó-világbajnokság

###### Selejtező mérkőzés
| Időpont           | Helyszín              | Mérkőzés típusa           | Mérkőzés            | Eredmény | Nézők száma |
| ----------------- | --------------------- | ------------------------- | ------------------- | -------- | ----------- |
| 1980. december 7. | Empire Stadion, Gżira | előselejtező (7. csoport) | Málta–Lengyelország | 0 : 2    | 5 555       |

#### Labdarúgó-Európa-bajnokság
Az európai-labdarúgó torna döntőjéhez vezető úton Jugoszláviába az V., az 1976-os labdarúgó-Európa-bajnokságra az UEFA JB játékvezetői szolgálattal bízta meg.

##### 1976-os labdarúgó-Európa-bajnokság

###### Selejtező mérkőzés
| Időpont          | Helyszín              | Mérkőzés típusa           | Mérkőzés                 | Eredmény | Nézők száma |
| ---------------- | --------------------- | ------------------------- | ------------------------ | -------- | ----------- |
| 1974. október 9. | Warta Stadion, Poznań | előselejtező (5. csoport) | Lengyelország–Finnország | 3 : 0    | 30 000      |

#### Nemzetközi kupamérkőzések
Vezetett kupadöntők száma: 1.

##### UEFA-kupa
| Időpont           | Helyszín                       | Mérkőzés típusa       | Mérkőzés                | Eredmény | Nézők száma |
| ----------------- | ------------------------------ | --------------------- | ----------------------- | -------- | ----------- |
| 1978. április 26. | Furiani Saupin Stadion, Bastia | döntő, első találkozó | SC Bastia–PSV Eindhoven | 0 : 0    | 15 000      |

#### A magyar labdarúgó-válogatott mérkőzései (1902–1929)
| Időpont           | Helyszín             | Mérkőzés típusa          | Mérkőzés                   | Eredmény | Nézők száma |
| ----------------- | -------------------- | ------------------------ | -------------------------- | -------- | ----------- |
| 1976. május 26.   | Népstadion Budapest  | 499. válogatott mérkőzés | Magyarország–Szovjetunió   | 1 – 1    | 70 000      |
| 1978. április 15. | Népstadion, Budapest | 527. válogatott mérkőzés | Magyarország–Csehszlovákia | 2 – 1    | 38 000      |